# Eurycope lavis
Eurycope lavis är en kräftdjursart som beskrevs av Schultz 1978. Eurycope lavis ingår i släktet Eurycope och familjen Munnopsidae. Inga underarter finns listade i Catalogue of Life.